# 노르웨이 왕비 소냐
노르웨이 왕비 소냐(노르웨이어: Dronning Sonja av Norge, 1937년 7월 4일 ~ )는 노르웨이의 하랄 5세의 아내로, 현재 노르웨이의 왕비이다. 결혼하기 전의 이름은 소냐 하랄센(노르웨이어: Sonja Haraldsen)이었다. 
소냐와 당시 왕세자 하랄은 1968년 결혼하기 전 9년 동안 사귀었다. 그들은 소냐의 평민 신분에 대한 논란 때문에 그들의 관계를 비밀로 했다. 하랄은 그의 아버지인 올라프 5세 국왕에게 그의 아버지가 소냐와의 결혼에 동의하지 않으면 자신은 미혼으로 남을 것이라고 말했다. 결혼 후 소냐는 왕세자비가 되었고, 1991년 남편이 왕위에 오르자 나중에 노르웨이 여왕이 되어 52년 만에 노르웨이의 첫 왕비가 되었다. 이 부부는 메르타 루이세 공주와 호콘 왕세자를 두었다.
왕비로서 소냐는 최대 15개 기관의 후원을 받는다. 소냐는 또한 1987년부터 1990년까지 노르웨이 적십자사의 부총재를 역임했다. 2005년에 그녀는 남극 대륙을 방문한 최초의 왕비가 되었다.  2017년에 그녀는 트리실크누트상을 수상하여 이 상을 받은 최초의 여성이 되었다. 그녀는 또한 음악, 예술, 문화에 대한 관심으로 유명하며, 퀸 소냐 국제 음악 경연 대회와 퀸 소냐 프린트 어워드를 설립했다. 그녀는 또한 그래픽 아티스트이자 도예가로, 그녀의 많은 작품이 노르웨이와 다른 국가의 전시회에서 전시되었다.
| 전임 웨일스의 메우드 | 노르웨이 왕비 1991년 1월 17일~현재 | 후임 현직 |